# Пояс Афродіти
По́яс Афроді́ти (грец. η ζονη της Αφροδιτης) — у давньогрецькій міфології — чарівний пояс Афродіти, в якому зберігалася таємниця її привабливості.